# Kate Wilhelm
Kate Wilhelm (ur. 8 czerwca 1928 w Toledo, zm. 8 marca 2018 w Eugene) – amerykańska pisarka science fiction i fantasy, zdobywczyni nagród Hugo i Nebula. Żona pisarza Damona Knighta.
Jej pierwsze opowiadanie wydrukowano w roku 1956 w czasopiśmie Fantastic, pierwszą książkę (zbiór opowiadań The Mile-Long Spaceship) wydała w roku 1963. Dwa lata później wydrukowana została pierwsza powieść pisarki – The Clones.

## Nagrody
- The Planners (1968, Nebula za najlepszą krótką formę)
- Gdzie dawniej śpiewał ptak (Where Late the Sweet Birds Sang, 1976, wyd. pol. „Czytelnik”, 1981, Hugo za najlepszą powieść, Nagroda Jupitera, Nagroda Locusa)
- The Girl Who Fell into the Sky (1986, Nebula za najlepszą nowelę)
- Na zawsze twoja, Anna (Forever Yours, Anna, 1987, wyd. pol. w Don Wollheim proponuje 1988, Nebula za najlepszą krótką formę)